# Blachère Illumination

Neues Logo von Blachère Illumination

Blachère Illumination ist ein französisches Unternehmen im Bereich der Weihnachtsbeleuchtung und Lichtdekoration. Der Sitz ist in der südfranzösischen Stadt Apt.
Blachère Illumination ist ein weltweit agierendes Unternehmen, das über 200 Mitarbeiter in seinen weltweiten Niederlassungen beschäftigt. Nach eigenen Angaben ist es mit einem Umsatz von mehr als 50 Millionen € in seiner Sparte internationaler Marktführer. Seit 1989 exportiert das Unternehmen. 2010 werden mehr als 50 Länder von Frankreich aus beliefert. Es gibt 16 Filialen in Europa, Nord- und Südamerika und Afrika.

## Geschichte
Das Unternehmen wurde von 1972 Jean-Paul Blachère gegründet. Er ließ Lampenmotive zunächst auf Holzplatten und ab 1974 auf Stahlkonstruktionen fertigen. 1987 entwickelte das Unternehmen den Lichtschlauch Fil Lumière. Seit 2001 wurden Niederlassung im Vereinigten Königreich, in Portugal, Kanada, den USA, Spanien, Italien, Österreich, Slowakei, Belgien, Ungarn, Rumänien, Brasilien, Kolumbien, Schweden, Holland und Tunesien eröffnet. Ab 2002 wurden die Lichtmotive aus Aluminium hergestellt. Blachere Illumination verwendete 2003 als erstes Unternehmen in Europa weiße und blaue LEDs bei der Weihnachtsbeleuchtung. 2007 entwickelte Blachere Illumination solarbetriebene Lichtmotive.

## Lichtprojekte
- 2012: Weihnachtsbeleuchtung in der Garmischer Fußgängerzone Garmisch-Partenkirchen
- 2011: Weihnachtsbeleuchtung "Rheinwellen" für die Stadt Bingen am Rhein[1]
- 2011: Weihnachtsbeleuchtung für die Linzer Gasse in Salzburg
- 2011: Weihnachtsbeleuchtung für die Stadt Vöcklabruck[2]
- 2011: Weihnachtsbeleuchtung für die Stadt Altötting[3]
- 2011: Weihnachtsbeleuchtung für die Habsburgergasse in Wien

- 2010: LED Weltkugel für den Life Ball in Wien[4]
- 2010: Solarbaum für das Festival of Light in Jerusalem
- 2010: 1.000 m² großes animierbares Lichterdach für den Weihnachtsmarkt am Kölner Dom
- 2010: Majestätische Weihnachten für Bad Ischl[5]
- 2010: Überseeboulevard im Überseequartier, HafenCity Hamburg[6]
- 2010: "Parallelschwung" für St. Anton am Arlberg
- 2010: Sonnenball für die Bahnhofstraße in Gelsenkirchen[7]
- 2010: Licht-Scherenschnitt für die Kölnstraße in Düren[8]
- 2010: Leuchtsegel für den Georgsbrunnen in Burglengenfeld[9]
- 2010: Lilien der Bourbonen, Saarlouis 2010[10]
- 2010: Leuchtender Kaffeegenuss für Kurkonditorei Oberlaa, Wien
- 2010: VARENA Shoppingcenter, Vöcklabruck

- 2009: Dynamische Lichtskulpturen leuchteten in der Kärntner Straße in Wien
- 2009: Ein verwandelbarer Weihnachtsbaum aus Lichterketten und Effektlampen für das Sony Center in Berlin
- 2009: Gesamtlichtdekorationen für Monaco
- 2009: Programmierte Lichtinstallation für St. Petersburg in iLED-Cube-Technologie
- 2009: Gesamtlichtinstallation für Doha im Rahmen des "National Day" am 18. Dezember
- 2009: Pinker Weihnachtsmarkt für La Défense in Paris
- 2009: Weihnachtsbeleuchtung für Val-d’Isère im Rahmen der Alpinen Skiweltmeisterschaft
- 2009: Lichtskulpturen für Futuroscope
- 2009: Lichtevent für den Papstpalast in Avignon im Rahmen der 700-Jahr-Feier
- 2009: Weihnachtsbeleuchtung für Courchevel

- 2008: Dynamische Lichtinszenierung am Kaufhaus De Bijenkorf in Amsterdam
- 2008: Lichttunnel für Lissabon
- 2008: Weihnachtsbeleuchtung für Europas größtes innerstädtisches Einkaufszentrum Westfield in London
- 2008: Animierte Lichtinstallation für den Nationalpalast von Mafra

- 2007: Die Champs-Elysées in Paris wurde erstmals mit einer LED-Weihnachtsbeleuchtung und mit dynamischen Lichtstäben dekoriert
- 2007: Weltgrößter Weihnachtsbaum am Dortmunder Weihnachtsmarkt erhält eine neue Spitze und die Weihnachtsbeleuchtung wurde auf LED umgestellt
- 2007: Das Glaskuppeldach der Galleria Vittorio Emanuele wird mit einem Licherhimmel ausgestattet
- 2007: DMX-Fassade für das Shinsegae-Gebäude in Seoul
- 2007: Größte LED-Weihnachtsbeleuchtung in Österreich für die Rotenturmstraße in Wien

- 2006: Zur Weihnachtszeit wird die Einkaufsstraße "Graben" in Wien mit Kronleuchtern zu Europas größtem Ballsaal[11]
- 2006: DMX-Fassade für die Kathedrale von Lyon im Rahmen des Lichtfeste in Lyon

- 2000: Eiffelturm wurde mit tausenden Starflash-Blitzlampen ausgestattet

- 1992: „Palast der Entdeckung“ bei der Weltausstellung in Sevilla mit 14 km Lichtschlauch

## Gesellschaftliches Engagement
Das Unternehmen engagiert sich für den Umweltschutz und dokumentiert dieses Engagement durch eine „Umwelt-Charta für nachhaltige Entwicklung“. Die 2004 gegründete Jean-Paul-Blachère-Stiftung für moderne afrikanische Kunst verfügt über ein Kunstzentrum mit Ausstellungsräumen, eine Wohnung mit Atelier für Künstler, ein Dokumentationszentrum, eine Galerie und ein Geschäft.